# 洪德路
洪德路位於中華人民共和國廣東省廣州市海珠區，南北向，長640米，寬16－30米，騎樓式馬路。北段接濱江西路，在同福西路接人民橋，南接工業大道北。中華民國十七年（1928年）由洪德大街擴建而成，洪德大街因民間傳說「洪聖布德」而命名。內環路高架路在洪德路的大部份路段上經過。

## 历史
民国十七年（1928年），广州市政府把洪德大街擴闊成马路，初期附近並沒有大桥和高架路。直到1967年，广州为了解决过江桥梁不足的問題而建設人民橋，将此路打通到沙面附近。2001年，除了同福西到滨江西路段之外，其它位置的上空架設了内环路高架路。2015年初，洲头咀隧道通車，将洪德路和芳村连通。

## 與之交匯道路
- 濱江西路
- 南華西路
- 同福西路
- 聚龍大街
- 厚德路
- 工業大道北

## 公共交通
- 广州地铁8号线同福西站

均在鄰近鴻德路位置設有出口。